# Marisa Pavan
Marisa Pavan (Cagliari, 19 juni 1932 – Gassin, 6 december 2023 was een Italiaanse actrice.

## Biografie
Pavan werd aanvankelijk bekend als de tweelingzus van actrice Pier Angeli, maar verwierf later zelf een naam als actrice. Ze begon in 1951 met acteren maar een echte doorbraak kwam er pas in 1955 in de film The Rose Tattoo. De rol zou aanvankelijk naar haar zus gaan, maar zij had geen tijd voor de film. Pavan werd genomineerd voor de Academy Award voor beste vrouwelijk bijrol, ze won de Oscar niet maar mocht er die avond toch één in ontvangst nemen omdat Anna Magnani er die avond niet bij kon zijn. Dat jaar won ze wel een Golden Globe Award, net zoals Magnani die haar moeder speelde in de film.  
Hierna speelde ze in de films Diane, The Man in the Gray Flannel Suit, The Midnight Story en John Paul Jones. In 1959 speelde ze de rol van Abisag in het Bijbelse drama Solomon and Sheba met daarin grote sterren Yul Brynner en Gina Lollobrigida. 
In 1956 trouwde ze met de Franse acteur Jean-Pierre Aumont; ze bleef bij hem tot aan zijn dood in 2001. Ze kregen twee kinderen. 
Pavan overleed op 91-jarige leeftijd.